# Литополис (Охајо)
Литополис (енгл. Lithopolis) град је у америчкој савезној држави Охајо.

## Демографија
По попису из 2010. године број становника је 1.106, што је 506 (84,3%) становника више него 2000. године.
| Група             | 2000.       | 2010.         |
| Белци             | 593 (98,8%) | 1.021 (92,3%) |
| Афроамериканци    | 1 (0,2%)    | 38 (3,4%)     |
| Азијати           | 0 (0,0%)    | 8 (0,7%)      |
| Хиспаноамериканци | 2 (0,3%)    | 25 (2,3%)     |
| Укупно            | 600         | 1.106         |